# Municipalità regionale della contea di Le Rocher-Percé
La municipalità regionale di contea di Le Rocher-Percé è una municipalità regionale di contea del Canada, localizzata nella provincia del Québec, nella regione di Gaspésie-Îles-de-la-Madeleine.
Il suo capoluogo è Chandler.

## Suddivisioni
City e Town
- Chandler
- Grande-Rivière
- Percé

Municipalità
- Port-Daniel–Gascons
- Sainte-Thérèse-de-Gaspé

Territori non organizzati
- Mont-Alexandre